# Kanton Aime
Kanton Aime (francouzsky Canton d'Aime) je francouzský kanton v departementu Savojsko v regionu Rhône-Alpes. Tvoří ho devět obcí.

## Obce kantonu
- Aime
- Bellentre
- La Côte-d'Aime
- Granier
- Landry
- Mâcot-la-Plagne
- Montgirod
- Peisey-Nancroix
- Valezan